# Нанешти (Нанешти)
Нанешти (рум. Năneşti) насеље је у Румунији у округу Вранча у општини Нанешти. Oпштина се налази на надморској висини од 16 m.

## Становништво
Према подацима из 2002. године у насељу је живело 2481 становника, од којих су сви румунске националности.

### Хронологија
| Година       | 1992 | 1993 | 1994 | 1995 | 1996 | 1997 | 1998 | 1999 | 2000 | 2001 | 2002 | 2003 | 2004 | 2005 | 2006 | 2007 | 2008 | 2009 | 2010 | 2011 | 2012 | 2013 | 2014 | 2015 | 2016 | 2017 |
| ------------ | ---- | ---- | ---- | ---- | ---- | ---- | ---- | ---- | ---- | ---- | ---- | ---- | ---- | ---- | ---- | ---- | ---- | ---- | ---- | ---- | ---- | ---- | ---- | ---- | ---- | ---- |
| Становништво | 2999 | 2994 | 2968 | 2967 | 2904 | 2846 | 2824 | 2789 | 2764 | 2748 | 2741 | 2713 | 2712 | 2694 | 2673 | 2648 | 2646 | 2628 | 2619 | 2571 | 2538 | 2512 | 2482 | 2437 | 2399 | 2345 |